# 72827 Maxaub
72827 Maxaub este un asteroid din centura principală de asteroizi.

## Descriere
72827 Maxaub este un asteroid din centura principală de asteroizi. A fost descoperit pe 23 aprilie 2001 la Pla D'Arguines de Rafael Ferrando. Asteroidul prezintă o orbită caracterizată de o semiaxă mare de 2,59 ua, o excentricitate de 0,12 și o înclinație de 14,9° în raport cu ecliptica.